# (11916) Wiesloch
(11916) Wiesloch est un astéroïde de la ceinture principale.

## Description
(11916) Wiesloch est un astéroïde de la ceinture principale. Il fut découvert le 24 septembre 1992 à Tautenburg par Lutz Dieter Schmadel et Freimut Börngen. Il présente une orbite caractérisée par un demi-grand axe de 2,37 UA, une excentricité de 0,06 et une inclinaison de 6,2° par rapport à l'écliptique.

## Compléments